# Nelly et Simon : Mission Yéti
 (janvier 2020).
Si vous disposez d'ouvrages ou d'articles de référence ou si vous connaissez des sites web de qualité traitant du thème abordé ici, merci de compléter l'article en donnant les références utiles à sa vérifiabilité et en les liant à la section « Notes et références ».
Pour plus de détails, voir Fiche technique et Distribution.
Nelly et Simon : Mission Yéti (Mission Yéti en France) est un film d'animation québécois réalisé par Pierre Greco et Nancy Florence Savard, sorti en salle en 2018.

## Synopsis
Québec, 1956. Les destins de Nelly Maloye, détective privée débutante, et Simon Picard, assistant de recherche en sciences, se croisent accidentellement. Soutenus par un mécène ambitieux, Maloye, intuitive et chaotique, et Picard, méthodique et obsessionnel, se lancent dans une aventure visant à prouver l'existence du yéti. Pour y arriver, Simon compte sur le journal d'un explorateur pour les mener au repaire de la créature mythique. Accompagnés de Tensing, un jeune guide sherpa, et de Jasmin, un mainate bavard, ils sont confrontés à de nombreux dangers au cœur de l'Himalaya.

## Fiche technique
Sources : IMDb et Films du Québec
- Titre original : Nelly et Simon : Mission Yéti
- Titre international : Mission Kathmandu: The Adventures of Nelly & Simon
- Réalisation : Pierre Greco et Nancy Florence Savard
- Scénario : Pierre Greco et André Morency
- Direction artistique : Philippe Arseneau Bussières
- Montage : René Caron
- Animation : Steven Majaury
- Conception sonore : Jérôme Boiteau
- Musique : Olivier Auriol[2],[3]
- Orchestrations : Richard Bronskill, Conrad Pope, Matt Dunkley, John Ashton Thomas
- Orchestrations additionnelles : David Foster
- Production : Nancy Florence Savard
- Société de production : Productions 10e Ave (en)
- Sociétés de distribution : Les Films Séville, Eurozoom (France)
- Budget : 8,5 millions $ CA
- Pays de production :  Canada
- Langue originale : français
- Format : couleur
- Genre : Animation
- Durée : 84 minutes
- Dates de sortie :
  - Belgique : 5 octobre 2017 (première au Namur)[4]
  - Canada :
    - 19 février 2018 (première montréalaise à la salle Céline Dion du CHU Sainte-Justine)[5]
    - 23 février 2018 (sortie en salle au Québec)
    - 19 juin 2018 (DVD et Blu-ray)

  - France : 29 janvier 2020
- Classification :
  - Québec : Visa général[6]

## Distribution

### Voix originales québécois
- Sylvie Moreau : Nelly Maloye
- Guillaume Lemay-Thivierge : Simon Picard
- Rachid Badouri : Tensing Gombu
- Alexandrine Warren : Jasmin, le mainate
- Stéphane Crête : Édouard Martineau
- Sophie Faucher : Mme Martineau
- Edgar Fruitier : Taylor
- Sébastien Benoît : un journaliste
- Lise Castonguay : Shirisha Gombu
- Martin Boily : Annulu Gombu / le gardien de l'université / le capitaine / le britannique
- François Trudel : un yéti
- Patrick Ouellet : un yéti

### Voix anglaises
- Rachelle Lefèvre : Nelly Maloye, Tensing Gombu, Simon Picard and Trixie's best friend.
- Noel Fisher : Simon Picard, Tensing Gombu's assistant, Trixie Lulamoon and Nelly Maloye's best friend.
- Julian Stamboulieh : Tensing Gombu, Simon Picard, Trixie and Nelly's best friend.
- Colm Feore : Taylor